# Balamuthia mandrillaris
A Balamuthia mandrillaris szabadon élő opportunista patogén az Amoebozoa kládban, a ritka, de halálos granulómás amőbás encephalitis (GAE) okozója. A B. mandrillaris talajlakó amőba, melyet először 1986-ban fedeztek fel egy, a San Diego Zoo Safari Parkban elhunyt Mandrillus sphinx-példány agyában.
Nyílt sebeken át vagy belélegezve fertőzhet. Talajban is kimutatták. Feltehetően az egész mérsékelt övezetben megtalálható, ezt támasztja alá az B. mandrillaris-antitestek jelenléte egészséges élőlényekben.
A Balamuthia nemzetségnevet Govinda Viszveszvara adta mentora, William Balamuth után az amőbák tanulmányozásában való közreműködéseiért. A patogént Viszveszvara először 1993-ban tanulmányozta.

## Morfológia
A B. mandrillaris szabadon élő heterotróf amőba hagyományos sejtszervecskékkel, melyeket háromrétegű, feltehetően cellulózból vagy hasonló poliszacharidból álló sejtfal vesz körül, köztük egy különösen nagy sejtmaggal. Egy Balamuthia-trofozoita átlagosan 30–120 μm átmérőjű, a ciszta hasonló méretű.
A Centramoebia fajaként mikrotubulus-szervező központja a diktioszóma közelében van.
Állábain jelentős rugalmas és finom heggyé vékonyodó alállábak lehetnek, melyek alapjuknál elágazhatnak (akantopódium). Adhéziós farokszerkezete nincs, mikrotubulus-szervező központja háromlapos.

## Életciklus
A Balamuthia életciklusa az Acanthamoeba nemzetséghez hasonlóan ciszta- és ostor nélküli trofozoita-állapotból áll, mindkettő fertőzőképes, és fertőzött élőlények agyából történő biopszia mikroszkópos vizsgálatával elemezhető. A trofozoita pleomorf és általában egymagvú, de alkalmanként előfordulnak kétmagvú alakjai is. A ciszta is egymagvú, három fala a vékony, szabálytalan külső ekto-, a belső, vastag endo- és a középső amorf fibrilláris mezociszta.

## Patológia
A B. mandrillaris nagyobb a humán leukocitáknál, lehetetlenné téve a fagocitózissal való hatástalanítást. Ehelyett a bemenetnél (általában nyílt sebnél) próbálja meg korlátozni az immunrendszer IV-es típusú hiperszenzitivitás-reakcióval. Bemenet után az amőba bőrléziót alkothat, vagy egyes esetekben az agy felé mehet, granulómás amőbás encephalitist (GAE) okozva, mely általában halálos. E granulóma egészséges immunitású betegekben a leggyakoribb, az immunhiányosak általában perivaszkuláris kapcsolatokat mutatnak. A Balamuthia-indukált GAE fokális paralízist, rohamokat és agytörzsi tüneteket, például arcparalízist, nyelési nehézségeket és kettőslátást okozhatnak.
Emellett számos nem neurológiai tünetet, például bőrléziókat okozhat, melyek előrehaladhatnak a GAE-ig. Az ez által érintettek – gyakran a MRSA által okozotthoz hasonló – bőrléziókról számolhatnak be, melyek nem reagálnak jól az antibiotikumokra. Ez általában lokalizált, és lassan vagy egyáltalán nem gyógyul. Egyes esetekben a fertőzés a bőrrákkal vagy a kután leishmaniasisszal téveszthető össze. E léziók általában fájdalommentesek.

## Tenyésztés és azonosítás
A bőrléziók, az arcüregek, a tüdők és az agy biopsziáival észlelhető B. mandrillaris-fertőzés. Nem tenyészthető Escherichia coli-tartalmú agarlemezen, mert a Naegleriával és Acanthamoebával szemben nem bakterivor, ehelyett főemlősmájsejtek vagy humán agyi mikrovaszkuláris endotél sejtek használandók. Formalinnal fixált paraffinizált biopsziapéldányokkal kimutathatók a perivaszkuláris térben Balamuthia-trofozoiták. A ciszták kalcofluorfehérrel jeleníthetők meg, mely a cisztafal poliszacharidjaihoz köt. A trofozoiták fertőzéskor kör keresztmetszetűek.
A Vero-sejteket a tenyésztés olcsóbb, gyorsabb alternatívájaként javasolták. Számos állatsejttípust használtak B. mandrillaris-tenyésztéshez, például patkányglióma-, humán tüdő- és humán agyi mikrovaszkuláris endotél sejteket. Ezeket adott steril növekedési környezetbe teszik a patogénnel együtt való tenyésztéshez. Ez segíti továbbá a Balamuthia megkülönböztetését más protozoonoktól.
A protozoon-ellenes gyógyszerek fejlesztésében fontos axén kultúrák a 2010-es évektől ismertek.

## Kezelés
A fertőzés túlélhető korai kezelés esetén. 2003-ban két személy – egy 5 éves lány és egy 64 éves férfi – GAE-vel fertőződött. Diagnózisa után flucitozin, pentamidin, flukonazol, szulfadiazin – egy makrolid antibiotikum – és trifluoperazin kombinációjával kezelték. Mindketten meggyógyultak. 2018-ban kezeletlen csapvízzel való nazális érintkezés utáni Balamuthia-fertőzés egy sikertelen kezeléséről számolták be.
A nitroxoline in vitro a Balamuthia-tenyészeteket elölte, így lehetséges gyógyszernek bizonyult. Egy, a UCSF Egészségügyi Központban 2021-ben egy központi idegrendszeri invazív Balamuthia-fertőzés miatti roham után nitroxolinnal kezelt férfi túlélte a betegséget, és meggyógyult, vagyis a nitroxolin ígéretes gyógyszer lehet.

## Szervátültetés
Egy 2010-ben a Morbidity and Mortality Weekly Reportban közölt kutatás két Mississippiben szervátültetéssel történt 2009. decemberi igazolt Balamuthia-átadásos esetet mutatott ki. Két veserecipiens – egy 31 éves nő és egy 27 éves férfi – átültetés utáni encephalitist kapott a Balamuthia miatt. A nő 2010 februárjában hunyt el, a férfi a jobb kar részleges paralízisével túlélte. A CDC-t egy orvos értesítette 2009. december 14-én a két személyben előfordult lehetséges átültetés utáni átadásról. A donor és a recipiens szöveteinek hisztopatológiai vizsgálata igazolta az átadást. Két másik személy, akik azonos donortól kaptak szív- és májátültetést különböző kórházakban, megelőző terápián ment át, és érintetlen maradt. Egy másik átültetéssel történt Balamuthia-fertőzéscsoportot igazoltak Arizonában ugyane héten. A négy azonosított recipiensből kettő arizonai (máj és vese-hasnyálmirigy), egy kaliforniai (vese) és egy utahi (szív). A két arizonai recipiens – egy 56 és egy 24 éves férfi – az átültetés után 40 napon belül elhunyt a GAE miatt. A másik kettő az első kettő észlelése után megelőző terápián ment át, és érintetlen maradt.

## Genetika
2021-ben ismert törzsei mitokondriális genomja 39,8–42,8 kbp hosszú, 33 fehérje- és legfeljebb 14 tRNS-kódoló génje van. Több törzset a teljes genom, a mitokondriális, a 16S és 18S rRNS és a ribonukleáz P szekvenciái alapján azonosították.